# Glossopetalon
Glossopetalon, rod sjevernoameričkih grmova iz porodice Crossosomataceae, dio reda Crossosomatales. Postoje najmanje četiri vrste po zapadnim predjelima SAD-a i sjevernog Meksika.

## Vrste
1. Glossopetalon clokeyi (Ensign) H.St.John
2. Glossopetalon pungens Brandegee
3. Glossopetalon spinescens A.Gray
4. Glossopetalon texense (Ensign) H.St.John